# Lutz-Rüdiger Schöning
Lutz-Rüdiger Schöning (* 29. April 1939 in Frankfurt (Oder)) ist ein deutscher Schriftsteller.

## Leben
Lutz-Rüdiger Schöning wurde 1939 in Frankfurt (Oder) geboren. Er besuchte dort die Schule bis zum Abitur 1956. Danach arbeitete er bei der Deutschen Reichsbahn, bekam keinen Studienplatz und meldete sich 1957 zum Eintritt in die Nationale Volksarmee. 1959 begann er mit der Offiziersschule; bis 1982 durchlief er eine technische Dienstlaufbahn in der NVA, danach wurde er Dozent an einer Fachschule für Gartenbau in Werder (Havel). Nach der Wende war er kurzzeitig an einer Fahrlehrerakademie beschäftigt, später wurde er über ABM für einen Verein mit sozialem Engagement tätig.
Von 1996 bis 2001 war er Leiter des Hauses der Begegnung in Potsdam. Er engagiert sich für das Literaturkollegium Brandenburg e.V., dessen Vorstand er sechs Jahre lang vorsaß.

## Werke
- Fahrerwechsel, Militärverlag der DDR, Berlin 1979
- Stehversuche, Militärverlag der DDR, Berlin 1984
- Der General in der Straßenbahn, Militärverlag der DDR, Berlin 1986
- Brückenschläge, Books on Demand 2000, ISBN 978-3-8311-0113-9
- Piazza aperto, Books on Demand 2004, ISBN 978-3-8334-0976-9
- Koffer im Keller, Books on Demand 2006, ISBN 978-3-8334-5365-6
- Zum Beispiel Bommelmann. Docupoint-Verlag, Magdeburg 2007, ISBN 978-3-939665-41-0
- Ankunft in Auckland, Magdeburg 2008, ISBN 978-3-939665-76-2
- Bommelmann – Zum Zweiten, Magdeburg 2010, ISBN 978-3-86912-035-5
- Scheinbar zufällig – Tilsynelatende tilfeldig, Magdeburg 2011
- Bornholmsk  – Eine  Liebeserklärung, Magdeburg 2014, ISBN 978-3-86912-096-6
- Bornholmer  Mondnacht – Eine Novelle, Magdeburg 2018, ISBN 978-3-86912-144-4
- Von Apulien bis Zibeben – Typen, Orte, Episoden, Magdeburg 2019, ISBN 978-3-86912-159-8
- Landauf – landab: Orte und Begegnungen, Docupoint-Verlag, Barleben 2022, ISBN 978-3869121796
- Vom Apfelpapst Bourvil und Co, Docupoint-Verlag, Barleben 2025, ISBN 978-3-86912-222-9